# Дальстен
Дальсте́н (фр. Dalstein) — коммуна во французском департаменте Мозель региона Лотарингия. Относится к кантону Бузонвиль.	

## География
Дальстен расположен в 27 км к северо-востоку от Меца. Соседние коммуны: Камплиш на севере, Манскирш на северо-востоке, Шемри-ле-Дё на востоке, Эберсвиллер на юге, Омбур-Бюданж и Кеданж-сюр-Канне на западе, Клан на северо-западе.

## История
Коммуна бывшего герцогства Лотарингия. Принадлежал к старой провинции Лотарингия. Принадлежал к владениям и приходу Менскирхена.

## Демография
По переписи 2008 года в коммуне проживало 329 человек.

## Достопримечательности
- Линия Мажино: артиллерийский бункер Мишельсбер расположен между Дальстеном и Эберсвиллером.
- Церковь святой Анны, начало XX века.